# Danai Gurira
Danai Jekesai Gurira (n. 14 februarie 1978, Grinnell⁠(d), Iowa, SUA) este o actriță și dramaturgă americană. Este cunoscută pentru rolurile sale principale ca Michonne în serialul dramă horror AMC The Walking Dead: Invazia zombi (2012–2020) și ca Okoye în filmele cu supereroi Marvel Cinematic Universe: Pantera neagră (2018), Răzbunătorii: Războiul Infinitului (2018), Răzbunătorii: Sfârșitul jocului (2019) și Pantera neagră: Wakanda pentru totdeauna (2022).